# Sanctuary (Simon Webbe)
Sanctuary è l'album di debutto da solista dell'ex componente della boy band Blue Simon Webbe. Sono stati estratti i singoli "Lay Your Hands", "No Worries", e "After All This Time".
L'album, pubblicato il 14 novembre 2005, ha raggiunto la posizione numero 7 nella classifica inglese.

## Tracce
1. Lay Your Hands – 4:28
2. No Worries – 3:29
3. After All This Time – 3:36
4. A Little High – 3:47
5. Time Of Your Life – 3:35
6. Unjustified – 3:41
7. Free – 3:10
8. Ashamed – 3:33
9. Only Love – 3:45
10. All I Want – 3:44
11. Star – 3:21
12. Sanctuary – 4:03